# Padise
Padise es un municipio estonio perteneciente al condado de Harju.
A 1 de enero de 2016 tiene 1713 habitantes en una superficie de 366,6 km².
Es un municipio completamente rural en el que no existen localidades importantes. La capital es un pueblo de unos trescientos habitantes también llamado Padise. El resto de la población vive en otras 23 pequeñas localidades rurales: Alliklepa, Altküla, Änglema, Audevälja, Harju-Risti, Hatu, Karilepa, Kasepere, Keibu, Kobru, Kõmmaste, Kurkse, Laane, Langa, Määra, Madise, Metslõugu, Pae, Pedase, Suurküla, Vihterpalu, Vilivalla y Vintse.
Ocupa la parte más occidental del condado y se sitúa justo al sur de la ciudad de Paldiski.